# Герб Калуського району
Герб Ка́луського райо́ну — офіційний символ Калуського району, затверджений 14 квітня 2009 р. рішенням сесії районної ради.

## Опис
На синьому щиті срібний перев'яз зліва, супроводжуваний зверху золотим хрестом, а знизу трьома срібними стопками солі, 2 і 1.